# Lars Sullivan
Lars Sullivan (* 6. Juli 1988 in Westminster, Colorado) ist ein amerikanischer Wrestler. Er stand zuletzt bei der WWE unter Vertrag.

## Wrestling-Karriere

### World Wrestling Entertainment (2013–2021)
Miley wurde zunächst als professioneller Wrestler von Bobby Lashley ausgebildet. Er unterschrieb 2013 bei der WWE und war bis Oktober 2014 im Training im WWE Performance Center. Sein erstes Match bestritt er am 29. März 2015 und besiegte Marcus Louis. In den folgenden zwei Jahren trat er sporadisch bei NXT-Live-Events auf.
Miley gab sein Fernsehdebüt in der Folge von NXT vom 12. April 2017 und tat sich mit Michael Blais zusammen. Im Dezember 2017 nahm er an einem Turnier teil, um den Gegner für den damaligen NXT Champion Andrade Almas für NXT TakeOver: Philadelphia zu ermitteln, dies konnte er jedoch nicht gewinnen. Auch ein weiteres Turnier für die NXT North American Championship konnte er nicht für sich entscheiden.
Im November 2018 wurden Vignetten für Sullivans Debüt bei Raw und SmackDown ausgestrahlt. Er sollte in der Folge von Raw vom 14. Januar 2019 erscheinen, soll aber wegen eines Angstanfalls den Shows ferngeblieben sein.
Sullivan debütierte am 8. April 2019, in der Folge von Raw, im Main Roster, indem er Kurt Angle angriff. Am 16. April wechselte er während des Superstar Shake-ups zu SmackDown. Er begann mit den drei Mitgliedern der Lucha House Party zu fehden. Während eines Rückkampfs mit der Lucha House Party am 10. Juni 2019, in einer Ausgabe von Raw, erlitt Sullivan eine Knieverletzung mit einer prognostizierten Erholungszeit von sechs bis neun Monaten.
Am 9. Oktober 2020 feierte er seine Rückkehr bei SmackDown und griff Matt Riddle und Jeff Hardy an.
Am 3. Februar 2021 wurde bekannt gegeben, dass Sullivan im Januar 2021 von der WWE entlassen worden ist.

## Titel und Auszeichnungen
- Pro Wrestling Illustrated
  - Nummer 84 der Top 500 Wrestler in der PWI 500 in 2018